# Harold Lasswell
Harold D. Lasswell (n. 13 februarie 1902 - d. 18 decembrie 1978) a fost un politolog american considerat întemeietorul disciplinei comunicării. Este autorul celui mai cunoscut enunț din domeniul comunicării:
Cine (Who)? Ce spune (says what)? Prin ce canal (in which channel)? Cui (to whom)? Cu ce efect (with what effect)?
După primul război mondial publică două cărți care îl consacrează în lumea academică americană a vremii: Propaganda Technique in the World War (1927) în care analizează mesajele propagandistice din timpul conflagrației mondiale și Psyhopathology and Politics (1930), un studiu aupra liderilor politici. În urma acestor lucrări este promovat de la gradul de asistent la profesor în cadrul Universității din Chicago.

## Operă
- Propaganda Technique in the World War (1927)
- World Politics and Personal Insecurity (1935)
- Politics: Who Gets What, When, How (1936)
- The Garrison State (1941)
- Power and Personality (1948)